# Paula Luchsinger
Paula Luchsinger Escobar (* 24. Dezember 1994 in Santiago de Chile) ist eine chilenische Schauspielerin.

## Leben
Paula Luchsinger wurde als Tochter des Dokumentarfilmers Fernando Luchsinger und der Journalistin Paula Escobar geboren. Sie studierte zunächst ein Jahr lang Rechtswissenschaften, bevor sie ihre Schauspielausbildung an der Escuela de Teatro UC der Päpstlichen Katholische Universität von Chile begann. Eine erste Episodenrolle hatte sie 2015 in der Telenovela Papá a la Deriva des chilenischen Senders Mega. Es folgten durchgehende Rollen in weiteren Serien dieses Senders wie Sres. Papis (2016/17), Tranquilo Papá (2017/18), Yo Soy Lorenzo (2019/20) und Amar profundo (2021/22).
Ihr Kinodebüt gab sie 2019 in Araña von Andrés Wood sowie in dem bei den 76. Filmfestspielen von Venedig 2020 im Wettbewerb um den Goldenen Löwen uraufgeführten Filmdrama Ema von Pablo Larraín mit Mariana di Girolamo in der Titelrolle, in dem sie die Rolle der María verkörperte.  Von 2019 bis 2022 gehörte sie in der auf Prime Video veröffentlichten Serie Die Meute der Brüder Juan de Dios Larraín und Pablo Larraín als Celeste Ibarra zur Hauptbesetzung. Für ihre Darstellung der Celeste wurde sie 2020 für den Premios Produ als beste Nachwuchsschauspielerin nominiert. Für die schwarze Komödie El Conde für Netflix, in der sie die Rolle der Nonne Carmen übernahm, erfolgte nach Ema und Die Meute eine weitere Zusammenarbeit mit Pablo Larraín. Der Film wurde 2023 zu den Filmfestspielen von Venedig in den Wettbewerb um den Goldenen Löwen eingeladen.
In der deutschsprachigen Fassung von Die Meute wurde sie von Lea Kalbhenn synchronisiert.

## Filmografie (Auswahl)
- 2015: Papá a la Deriva – ¿Volver al trabajo? (Fernsehserie)
- 2016–2017: Sres. Papis (Fernsehserie)
- 2017–2018: Tranquilo Papá (Fernsehserie)
- 2019: Los Espookys (Fernsehserie, zwei Episoden)
- 2019: Spider (Araña)
- 2019: Ema
- 2019–2020: Yo Soy Lorenzo (TV Series)
- 2021: Edificio Corona (Fernsehserie, zwei Episoden)
- 2022: Paola y Miguelito: La Serie – El peor día de Paola (Fernsehserie)
- 2021–2022: Amar Profundo (Fernsehserie)
- 2019–2022: Die Meute  (La Jauría, Fernsehserie)
- 2023: Dime con Quién Andas (Fernsehserie)
- 2023: El Conde